# Watergezicht met Duiventil en Hooiberg
Watergezicht met Duiventil en Hooiberg is een schilderij van Jan van Goyen.

## Kunstroof
Het schilderij werd op 31 oktober 1999 bij een roofoverval in een villa in Bilthoven gestolen samen met werken van Joos de Momper, Jan Steen, Herman Saftleven en Salomon van Ruysdael. In januari 2012 werd het schilderij aangeboden bij veilinghuis Christie's, waarna de politie een onderzoek startte en in juli van datzelfde jaar werden er drie verdachten aangehouden.